# Casa de la Misericòrdia (Barcelona)
La Casa de la Misericòrdia és un conjunt d'edificis entre els carrers de les Ramelleres, d'Elisabets i de Montalegre del Raval de Barcelona, parcialment catalogat com a bé cultural d'interès local, ja en que queda exclosa la capella nova, que tanca el Pati dels Tarongers per la banda occidental. Iniciat com un asil de pobres, també s'anomenaria Hospital de Nostra Senyora de Misericòrdia.

## Història

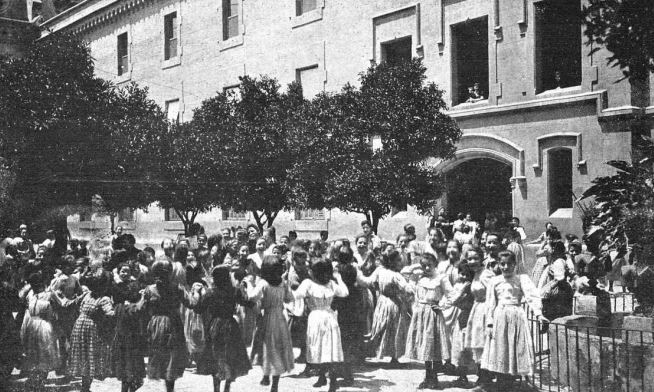
El pati de la Casa de la Misericòrdia el 1909

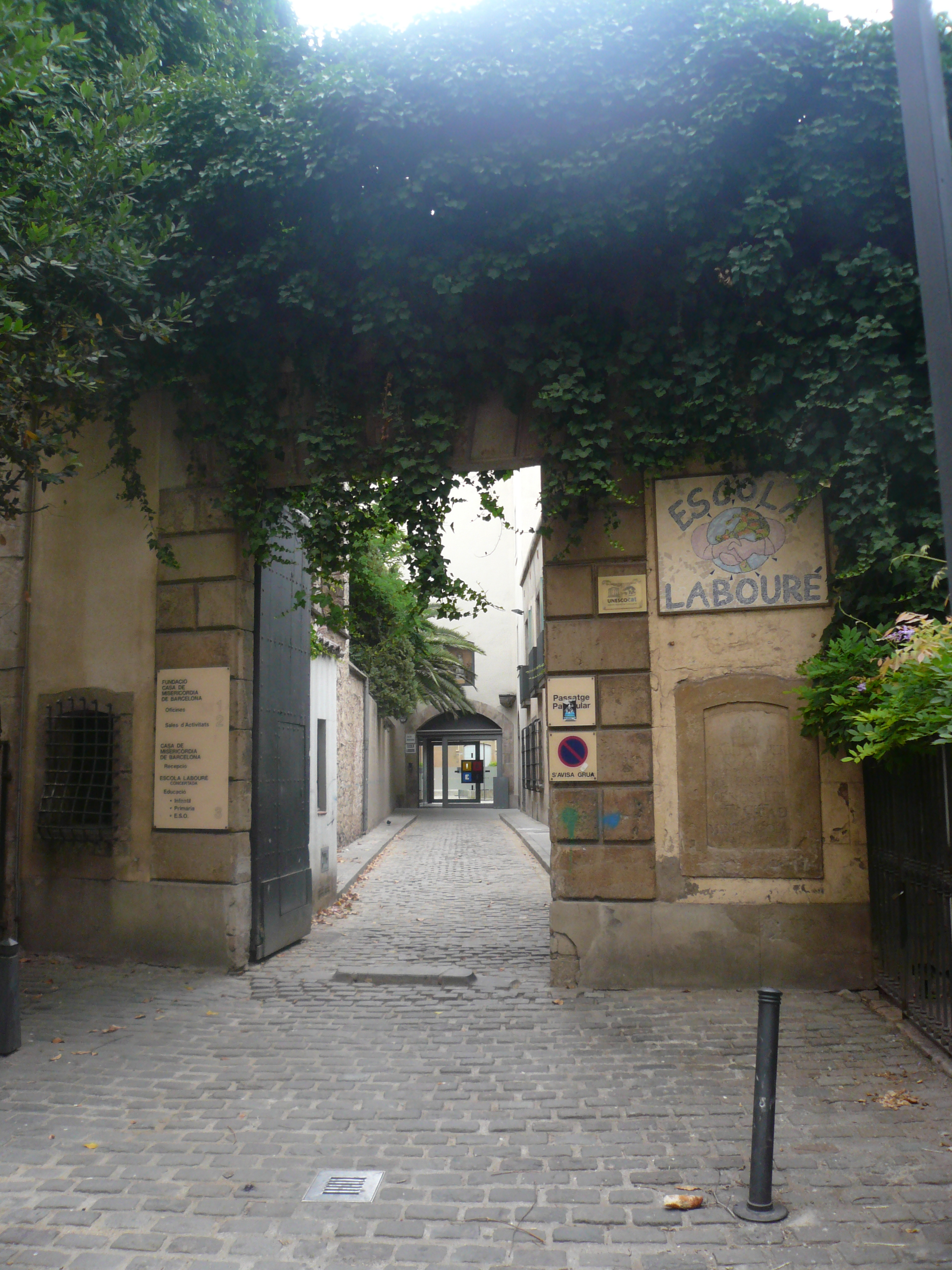
Portal d'accés des del carrer d'Elisabets

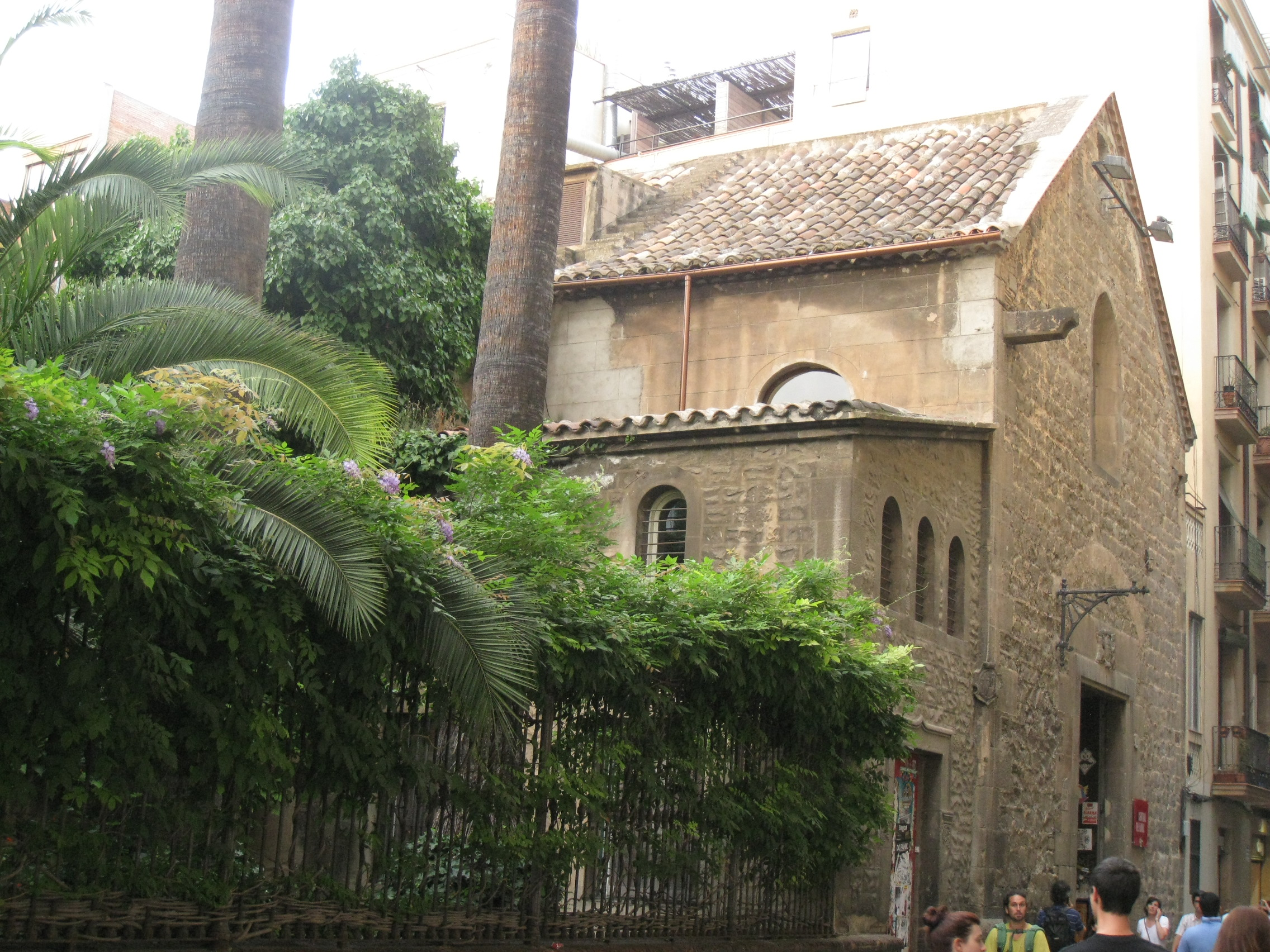
Jardí i capella antiga al carrer d'Elisabets

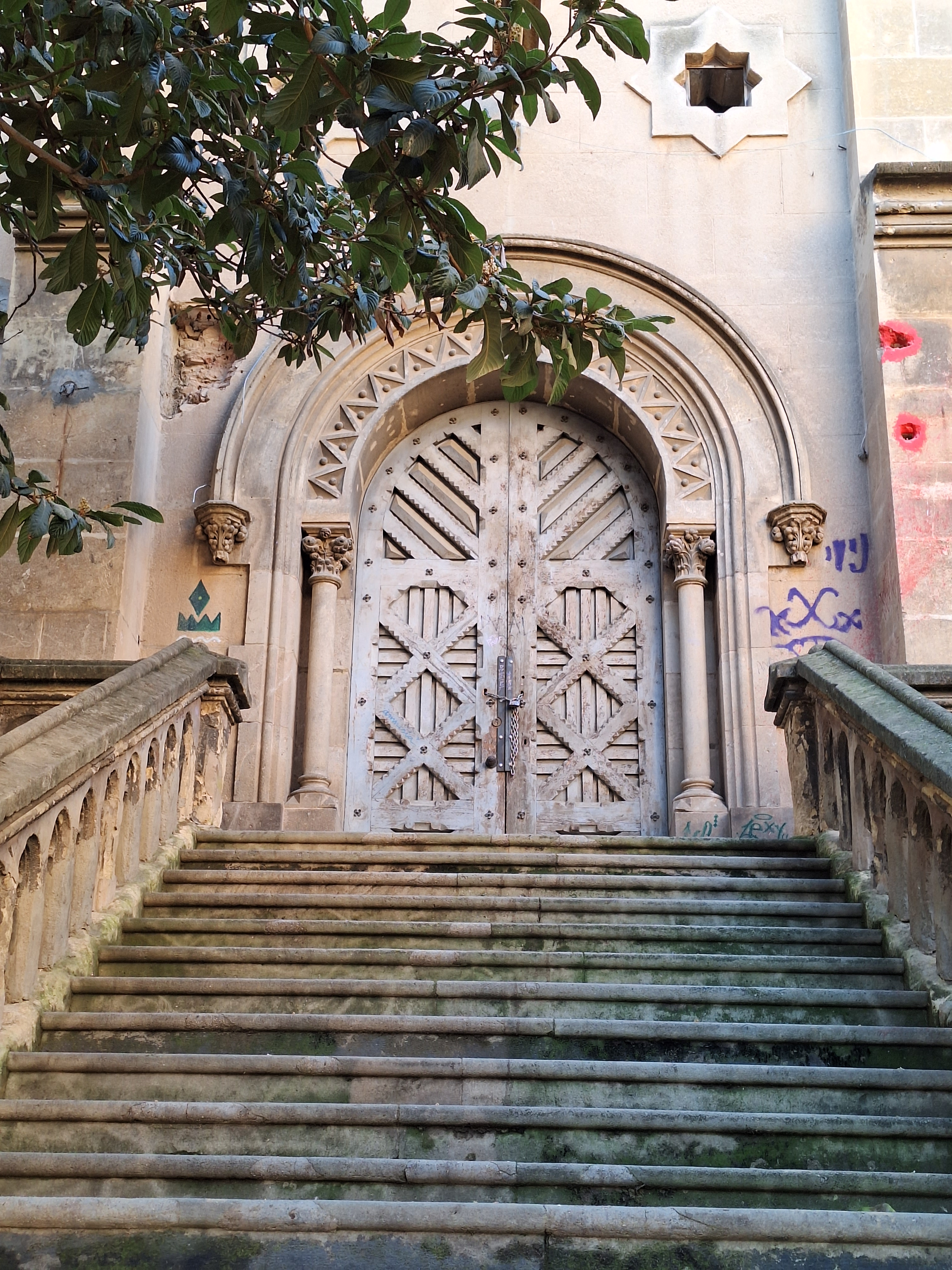
Portal i escala de la capella nova des del Pati de Tarongers

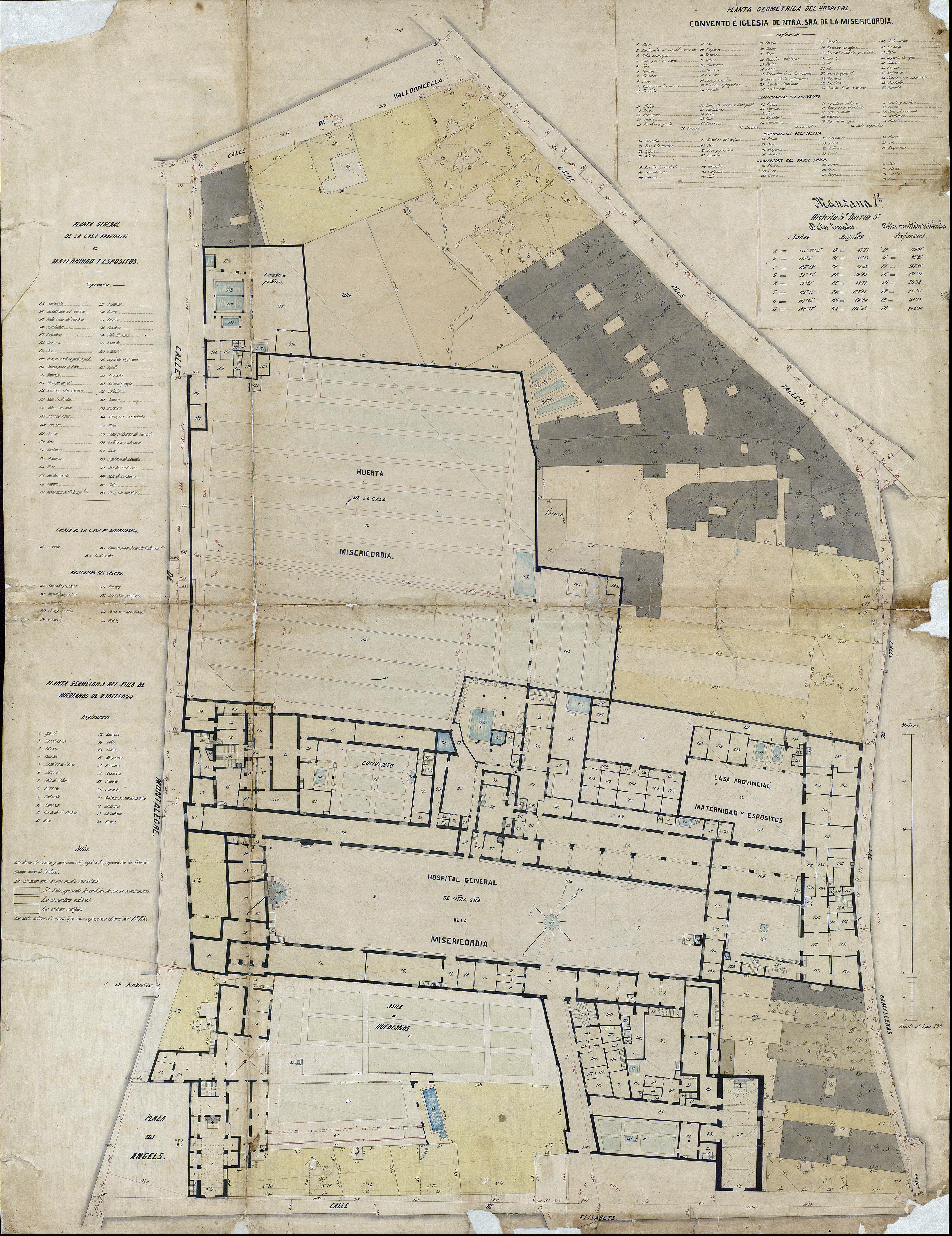
Quarteró núm. 55 de Garriga i Roca (c. 1860)

A mitjan segle xvi, algunes veus començaren a fer notar la conveniència d'atendre i protegir aquells habitants de la ciutat que vivien en la misèria i la indigència. L'any 1576, una memòria sobre la mendicitat escrita per Miquel Giginta (canonge i vicari general d'Elna) i presentada a les Corts reunides a Madrid, obligà als poders de l'Estat a l'establiment de les cases de misericòrdia en diverses ciutats del reialme. Seguint aquestes directrius, els consellers de Barcelona ordenaren, a la fi de l'any 1583, l'obertura d'una casa de Misericòrdia al Convent dels Àngels, un emplaçament provisional mentre es construïa el recinte definitiu en uns terrenys annexos. El recinte definitiu obriria les portes a finals de l'any 1584.
L'estructura d'aquell primer conjunt estava format per dos grans departaments, un per a homes i l'altre per a dones, a més del refectori, la infermeria, l'església, l'hort i altres dependències menors. Aquest edifici patí importants modificacions pràcticament des de la seva entrada en funcionament. Així, a les acaballes del segle xvi i la primera meitat del xvii (especialment entre 1630 i 1634) es van emprendre obres de reforma i eixamplament, passant de dos departaments a vuit. Entre 1673 i 1680 es tornà a ampliar el conjunt, que seria novament ampliat l'any 1699. El 1702, la casa s'erigí en Convent i Hospital de Nostra Senyora de la Misericòrdia, administrat per les germanes hospitalàries. A partir de l'any 1775, la població masculina seria traslladada al veí Col·legi Tridentí (avui Casa de la Caritat) del carrer de Montalegre, convertint-se en una institució íntegrament femenina.
Al llarg del segle xix, el convent entrà en franca decadència i la manca de fons provocà la seva ruïna parcial i acabà evidenciant la necessitat de reedificar gran part del conjunt. El 1861, l'arquitecte Josep Simó i Fontcuberta (substitut de Josep Mas Vila a partir del 1855) presentà un projecte de reedificació parcial, que preveia la divisió del conjunt en dues parts: una que corresponia a la clausura de les religioses hospitalàries, i l'altra a les noies que s'hi havien d'allotjar. Tanmateix, aquest només fou realitzat parcialment, donada la falta de capital per a dur a terme la totalitat de les obres. Entre 1870 i 1872, el nou arquitecte de la institució, Francisco de Paula del Villar y Lozano, elaborà un nou projecte que, tot i comptar amb els permisos pertinents, mai es realitzà. Després de la seva dimissió, l'any 1884 l'arquitecte Magí Rius i Mulet presentà el projecte definitiu, que seria realitzat en tan sols dos anys. Tanmateix, la capella nova, dissenyada per Enric Fatjó i Torras, fou bastida entre 1887 i 1889.
Durant la dècada del 1970, l'hospici fou traslladat a la Maternitat de les Corts i aquest conjunt passà a albergar magatzems, encara que s'hi va mantenir, a la part històrica, el convent, una escola i un centre d'acollida de noies procedents de famílies desestructurades.
A la dècada del 1980, una part del conjunt es va veure afectat pel projecte «Del Liceu al Seminari», plantejat pels arquitectes Lluís Clotet i Òscar Tusquets i incorporat al PERI. Com a conseqüència, gran part dels edificis vuitcentistes foren enderrocats el 1993 per a eixamplar el carrer de Montalegre, i els solars foren destinats a la construcció de la nova facultat de Geografia i Història de la Universitat de Barcelona, executada per l'arquitecte Cristian Cirici i Alomar entre 1999 i 2006. El mateix any 1999, la seu del districte de Ciutat Vella, ubicada al veí Convent del Bonsuccés, derivà algunes de les seves dependències al cos del carrer de les Ramelleres.

## Arquitectura
El vast edifici del segle xvii té la seva entrada principal en un petit pati amb palmeres al carrer d'Elisabets, consistent en un arc pla amb l'escut de la ciutat. Passat el llindar del portal, hi ha un passatge, al fons del qual hi ha l'accés principal. Aquest és ornat amb una fornícula amb una imatge flanquejada de dues mènsules amb els escuts de la ciutat sostinguts per una au i un salvatge, obrats el segle xv i procedents d'una construcció més antiga. A l'altra banda d'aquest portal hi ha un gran pati de planta rectangular conegut com el Pati dels Tarongers de la Misericòrdia en al·lusió als arbres que l'ornen. El cos allargat que el tanca per la banda septentrional, que avui acull l'Escola Labouré, és resultat de la remodelació obrada entre 1884 i 1885. Es tracta d'un edifici de tres plantes amb llurs façanes revestides i amb finestres i cornisaments ornats segons el gust neoromànic.
A l'extrem occidental del pati s'hi alça la capella nova, un interessant edifici obrat el 1887. Es troba alçada sobre una planta baixa i s'hi accedeix a través d'una gran escala de pedra. Tant l'exterior com l'interior de l'església estan decorats amb elements neoromànics de gran qualitat, a excepció de la façana avui orientada al carrer de Montalegre, que fins a la dècada de 1990 quedava amagada dins un pati interior. La nau, de quatre trams coberts amb volta de mocador, tribunes i capçalera poligonal, conserva la seva decoració escultòrica en pedra, aplicada sobretot en els capitells vegetals i les mènsules angèliques. Segons Ainaud, Gudiol i Verrié, s'hi conservava, com a mínim fins a la dècada del 1950, un gran llenç de la Puríssima Concepció atribuït al pintor Manuel Tramulles.
Al carrer d'Elisabets hi ha també la capella antiga, avui seu de la llibreria La Central del Raval. És de nau única, coberta amb volta de canó amb llunetes i amb capçalera poligonal. Fins a la dècada del 1950 encara s'hi conservava el retaule major del segle xvii, dedicat a l'Arcàngel Sant Rafael i Tobies. La llinda de la porta d'aquesta capella presenta la data de 1693 i una decoració en relleu consistent en dos àngels que sostenen l'escut de Barcelona.
Al carrer de les Ramelleres, el cos oriental de l'antic conjunt, que avui acull les dependències del districte de Ciutat Vella i en part les de la citada llibreria, mostra una senzilla façana revestida de morter. Les obertures, ben alineades, però ampliades durant les successives reformes de l'edifici, presenten llurs emmarcaments de pedra. En l'actualitat aquesta façana destaca per la presència d'un portal renaixentista de pedra, flanquejat per dues pilastres dòriques ornades a quarterons que sostenen un frontó triangular amb un escut ovalat i la data 1578. Aquest portal, com indica la inscripció de la llinda, prové de la veïna Casa dels Infants Orfes, un edifici malauradament destruït pels volts de l'any 1993. A part d'aquestes obertures, la façana de les Ramelleres destaca per conservar la guardiola on els vianants podien fer donacions a la institució i el torn on les mares sense mitjans podien dipositar els seus nounats.